# 多芬湖
多芬湖是加拿大的湖泊，位於該國南部，由曼尼托巴省負責管轄，面積519平方公里，海拔高度260米，平均水深2.4米，最大水深3.4米，湖岸線長度190公里，蓄水量1.29立方公里。
51°15′N 99°45′W / 51.250°N 99.750°W